# 藤森太將
藤森太將（1991年8月7日—）是一名日本游泳運動員，主攻混合泳，現所屬於木下集團。他曾經代表日本參加2016年夏季奧林匹克運動會男子200公尺個人混合式比賽，決賽以1分57秒21的成績獲得第四名。

## 外部連結
- 藤森太將的X（前Twitter）
- 藤森太將的Instagram帳戶